# ジロ・ディ・ロンバルディア2011
ジロ・ディ・ロンバルディア2011は、ジロ・ディ・ロンバルディアの105回目のレース。2011年のUCIワールドツアー最終戦である。2011年10月15日に行われ、残り約9.5km地点の最後の上りでスパートしたオリヴァー・ツァウグが優勝。3連覇がかかったフィリップ・ジルベールは8位だった。

## 結果
- ミラノ〜レッコ 241.0km

| 順位 | 選手名                       | 国籍         | チーム                                      | 時間          |
| ---- | ---------------------------- | ------------ | ------------------------------------------- | ------------- |
| 1    | オリヴァー・ツァウグ         | スイス       | レオパルド・トレック                        | 6時間20分02秒 |
| 2    | ダニエル・マーティン         | アイルランド | ガーミン・セルヴェロ                        | +08秒         |
| 3    | ホアキン・ロドリゲス         | スペイン     | チーム・カチューシャ                        | 同            |
| 4    | イヴァン・バッソ             | イタリア     | リクイガス・キャノンデール                  | 同            |
| 5    | プジェムィスワフ・ニエミエツ | ポーランド   | ランプレ・ISD                               | 同            |
| 6    | ドメニコ・ポッツォヴィーヴォ | イタリア     | コルナゴ - CSF・イノックス                  | 同            |
| 7    | ジョヴァンニ・ヴィスコンティ | イタリア     | ファルネーゼ・ヴィーニ - ネーリ・ソットーリ | +16秒         |
| 8    | フィリップ・ジルベール       | ベルギー     | オメガファーマ・ロット                      | 同            |
| 9    | カルロス・ベタンクール       | コロンビア   | アクア & サポーネ                           | 同            |
| 10   | リッカルド・キアリーニ       | イタリア     | アンドローニ・ジョカットーリ                | 同            |